# اتوبوس

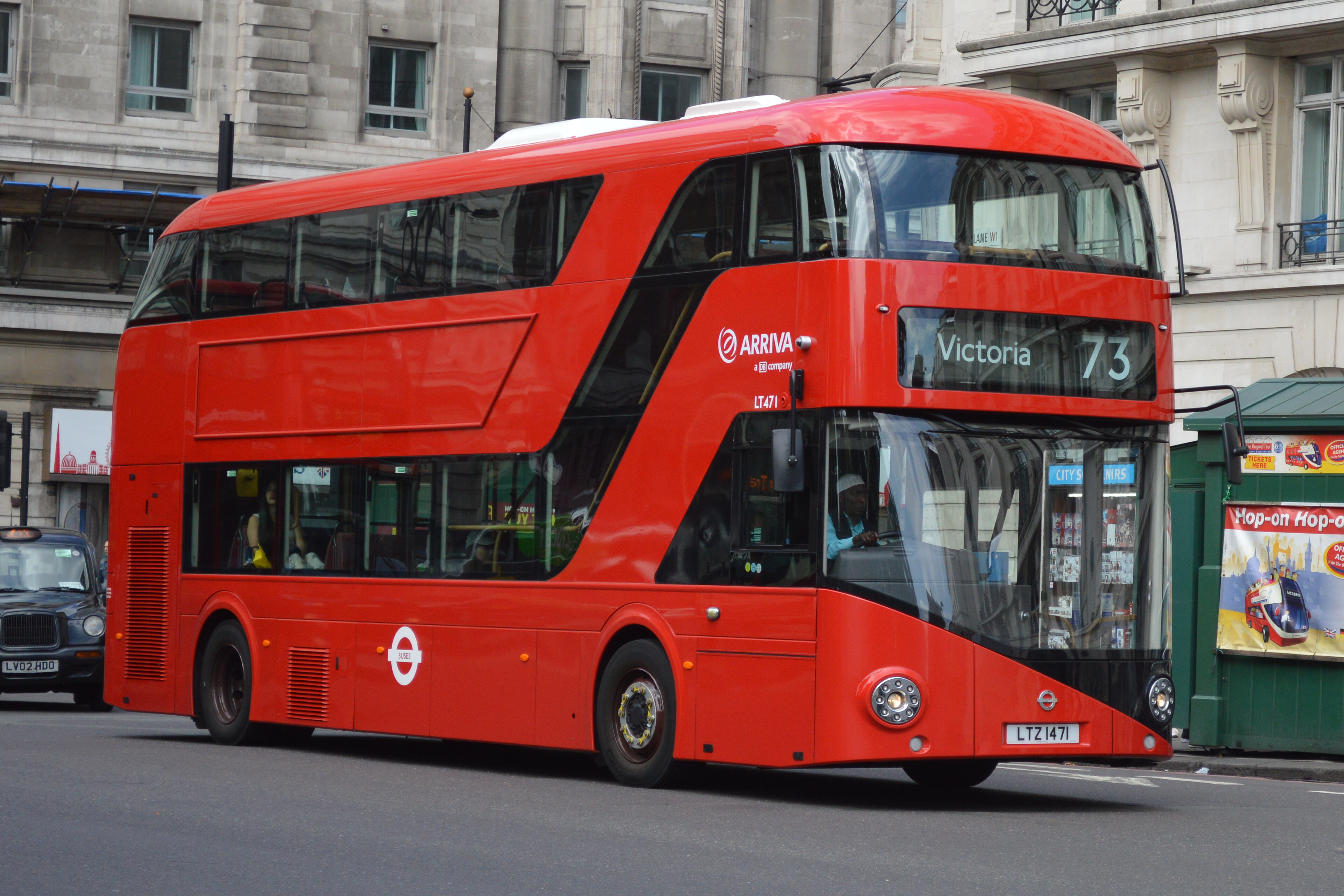
یک اتوبوس دوطبقه New Routemaster که برای شرکت Arriva London در مسیر ۷۳ اتوبوس لندن فعالیت می‌کند.

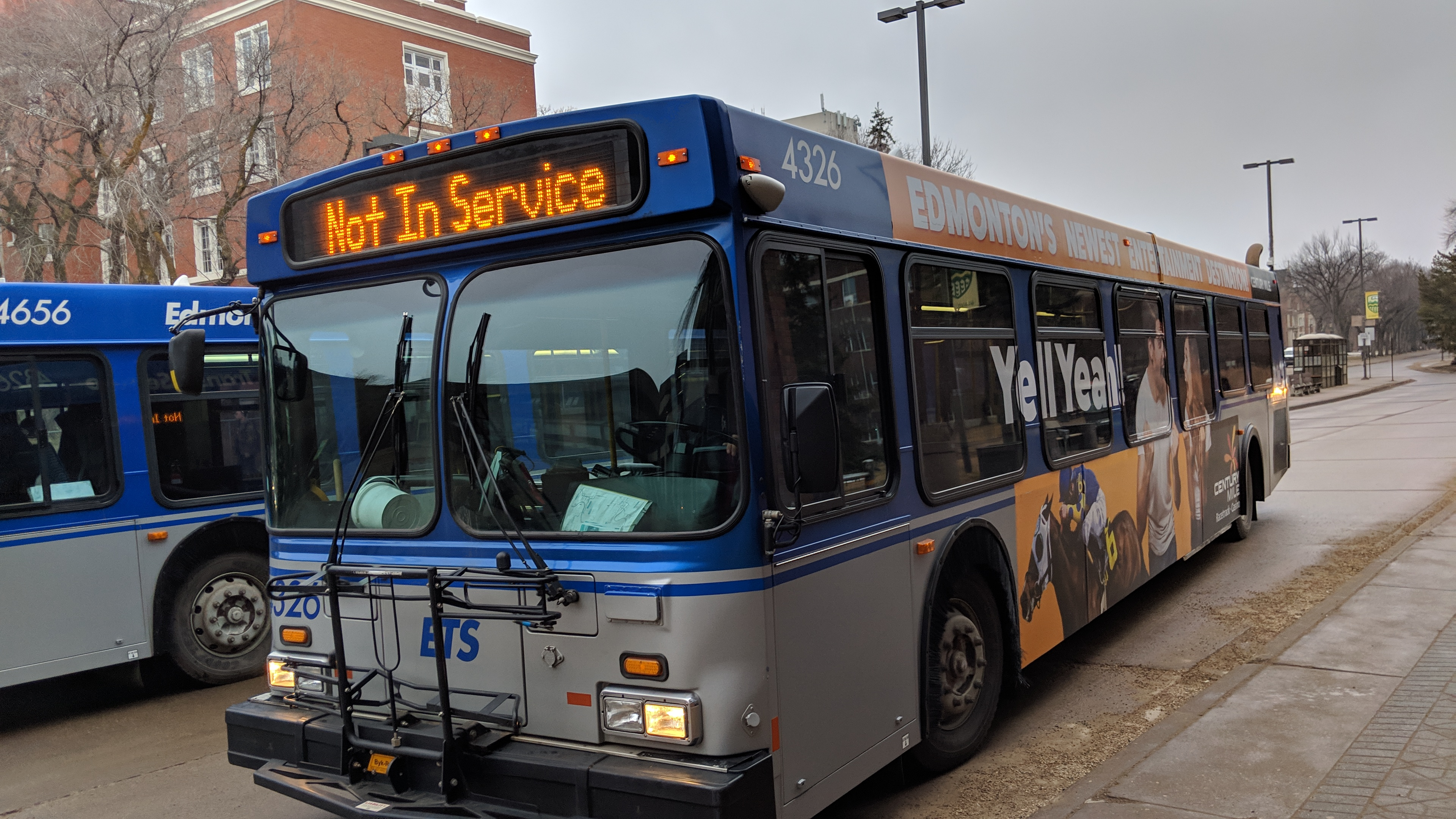
یک اتوبوس شهری با نمایشگر مقصد ال‌ای‌دی که عبارت "Not In Service" به معنی "خارج از سرویس بودن" بر روی آن نشان داده شده‌است و به مسافران در ایستگاه کمک می‌کند دچار ابهام نشوند.

اتوبوس (به فرانسوی: Autobus) گونه‌ای وسیله نقلیه جاده‌ای است که برای جابجایی شمار بسیاری مسافر طراحی شده‌است. ظرفیت اتوبوس‌ها می‌تواند به ۳۰۰ مسافر نیز برسد. متداول‌ترین گونه آن اتوبوس صلب یک طبقه است، و در جایی که شمار مسافران بیشتر باشد از اتوبوس‌های دوطبقه یا اتوبوس‌های مفصلی استفاده می‌شود. در مسیرهایی که مسافران کمتر هستند از میدی‌بوس‌ها (Midibus) و مینی‌بوس‌ها استفاده می‌شود در حالی که از اتوبوس‌های برون‌شهری برای خدمات با مسافت بیشتر استفاده می‌شود. بسیاری از گونه‌های اتوبوس‌ها مانند اتوبوس‌های شهری و میان‌شهری از مسافران یک کرایه ثابت دریافت می‌کنند. گونه‌های دیگر، مانند اتوبوس‌های مدارس ابتدایی یا متوسطه یا اتوبوس‌های شاتل در پردیس دانشگاه‌ها، کرایه‌ای دریافت نمی‌کنند. در بسیاری از کشورها، رانندگان اتوبوس بنا به قانون به مجوز ویژه بالاتر و فراتر از گواهینامه رانندگی عادی نیاز دارند.
از اتوبوس‌ها ممکن است برای ترابری زمانبندی شده درون‌شهری، ترابری میان‌شهری زمان‌بندی شده، سرویس مدرسه، گردشگری یا کرایه دربست استفاده شود. اتوبوس‌های تبلیغاتی ممکن است برای کارزارهای سیاسی مورد استفاده قرار گیرند و دیگر موارد به‌طور خصوصی برای اهداف مختلفی از جمله وسایل نقلیه تور خواننده‌های پاپ و راک اداره می‌شوند.
از دهه ۱۸۲۰ از کالسکه ها و دلیجان‌هایی که توسط اسب کشیده می‌شدند و به دنبال آن در دهه ۱۸۳۰ از اتوبوس‌های بخار و در سال ۱۸۸۲ از اتوبوس‌های برقی ترولی استفاده شد. نخستین اتوبوس‌ها با موتور درون‌سوز در سال ۱۸۹۵ مورد استفاده قرار گرفتند. به‌تازگی، علاقه به اتوبوس‌های برقی هیبریدی، اتوبوس‌های سلول سوختی و اتوبوس‌های برقی و همچنین اتوبوس‌هایی که با گاز طبیعی فشرده (CNG) یا بیودیزل کار می‌کنند، افزایش یافته‌است. از سال ۲۰۱۰، با معرفی طرح‌های مشابه در کشورهای مختلف، صنعت اتوبوس‌سازی به‌طور فزاینده‌ای در حال گسترش و جهانی‌سازی است.

## انواع اتوبوس

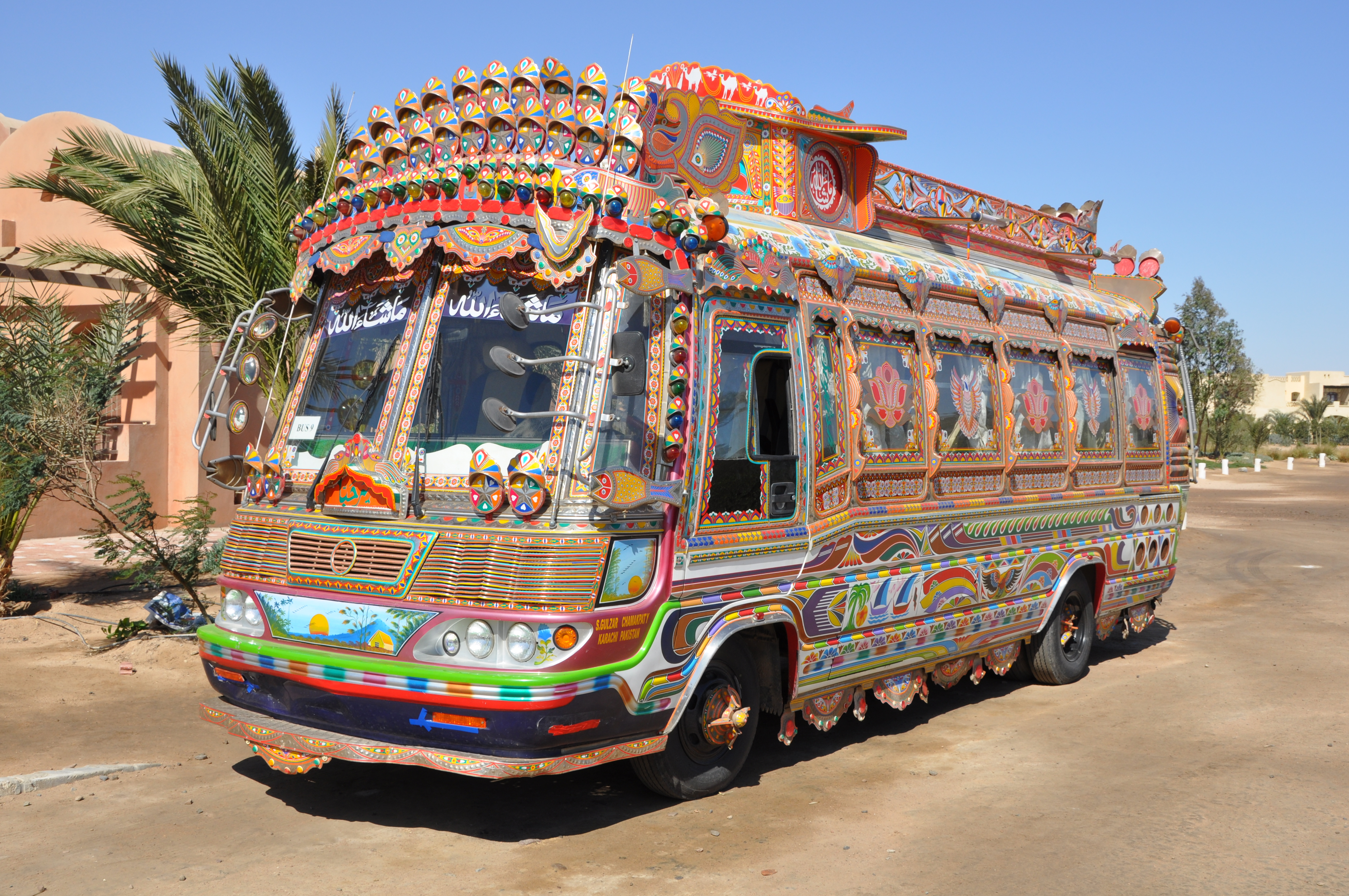
نگاره‌ای از یک اتوبوس تزئین‌شده در مجتمع گردشگری الجونه در استان بحرالاحمر، مصر که در و دیوارش با نقاشی و چراغ تزیین‌شده است.

### بر اساس تردد بین مسیرها
- اتوبوس درون‌شهری
- اتوبوس برون‌شهری
- نمونه‌ای از یک اتوبوس بین شهری مسافرتی خصوصی.اتوبوس‌های مسافرتی Coach bus

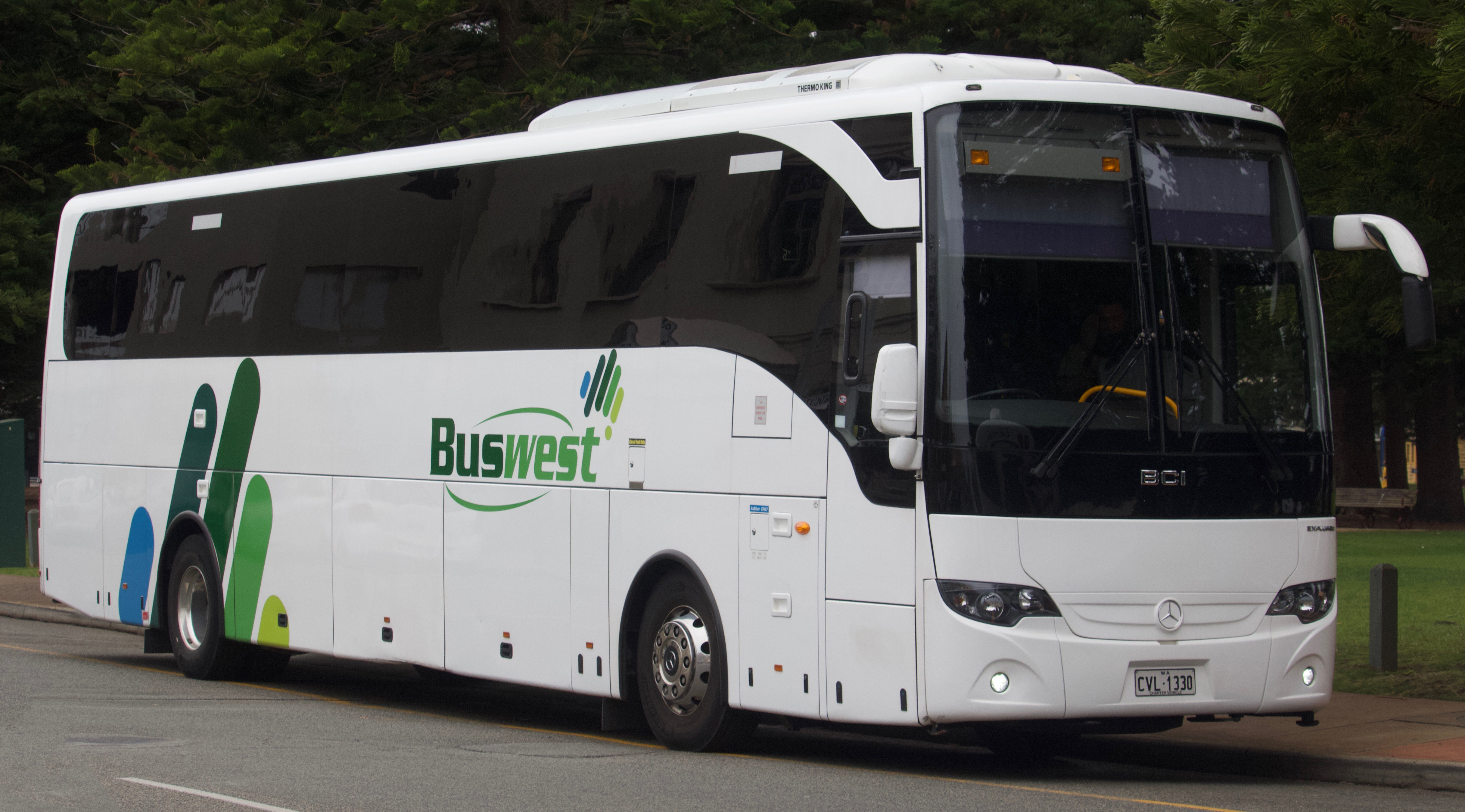
نمونه‌ای از یک اتوبوس بین شهری مسافرتی خصوصی.

- اتوبوس اکسپرس Express bus service برای تردد سریع بین دو ایستگاه کوتاه مثلاً در فرودگاه‌ها
- اتوبوس انتقالی Transit bus

### بر اساس شمار طبقه‌ها
- اتوبوس یک طبقه
- اتوبوس دوطبقه
- اتوبوس دوطبقه کوتاه Lowbridge double-deck bus

### بر اساس سطح دسترسی
- اتوبوس‌های کم ارتفاع
- اتوبوس‌های مرتفع

### بر اساس سوخت مصرفی
- اتوبوس برقی: شامل دو دسته یکی دارای باتری و دیگری دارای منبع برق بیرونی
- ژیروباس Gyrobus
- اتوبوس دیزلی یا گازوئیلی
- اتوبوس گازی
- اتوبوس هیبرید الکتریکی
- اتوبوس هیدروژنی Fuel cell bus
- اتوبوس دوگانه سوز Dual-mode bus

### بر اساس شمار کابین
- اتوبوس تک کابین Rigid bus یا Single-deck bus
- اتوبوس دو کابینه Bi-articulated bus
- اتوبوس سه کابینه
- اتوبوس داری کمرشکن: دو کابینه یا بیشتر Articulated bus
- اتوبوس چندمحوره Multi-axle bus

### بر اساس اندازه و شکل
- اتوبوس اندازه کامل Full-size bus
- مینی بوس
- میدی بوس Midibus
- ون
- مینی‌ون
- اتوبوس روباز Open top bus
- اتوبوس زرهی Armoured bus
- اتوبوس تختخواب دار Sleeper bus

### بر اساس کاربرد
- یک اتوبوس مدرسه ساخت شرکت Blue Birdاتوبوس مدرسه
- اتوبوس فرودگاهی
- اتوبوس گردشگری

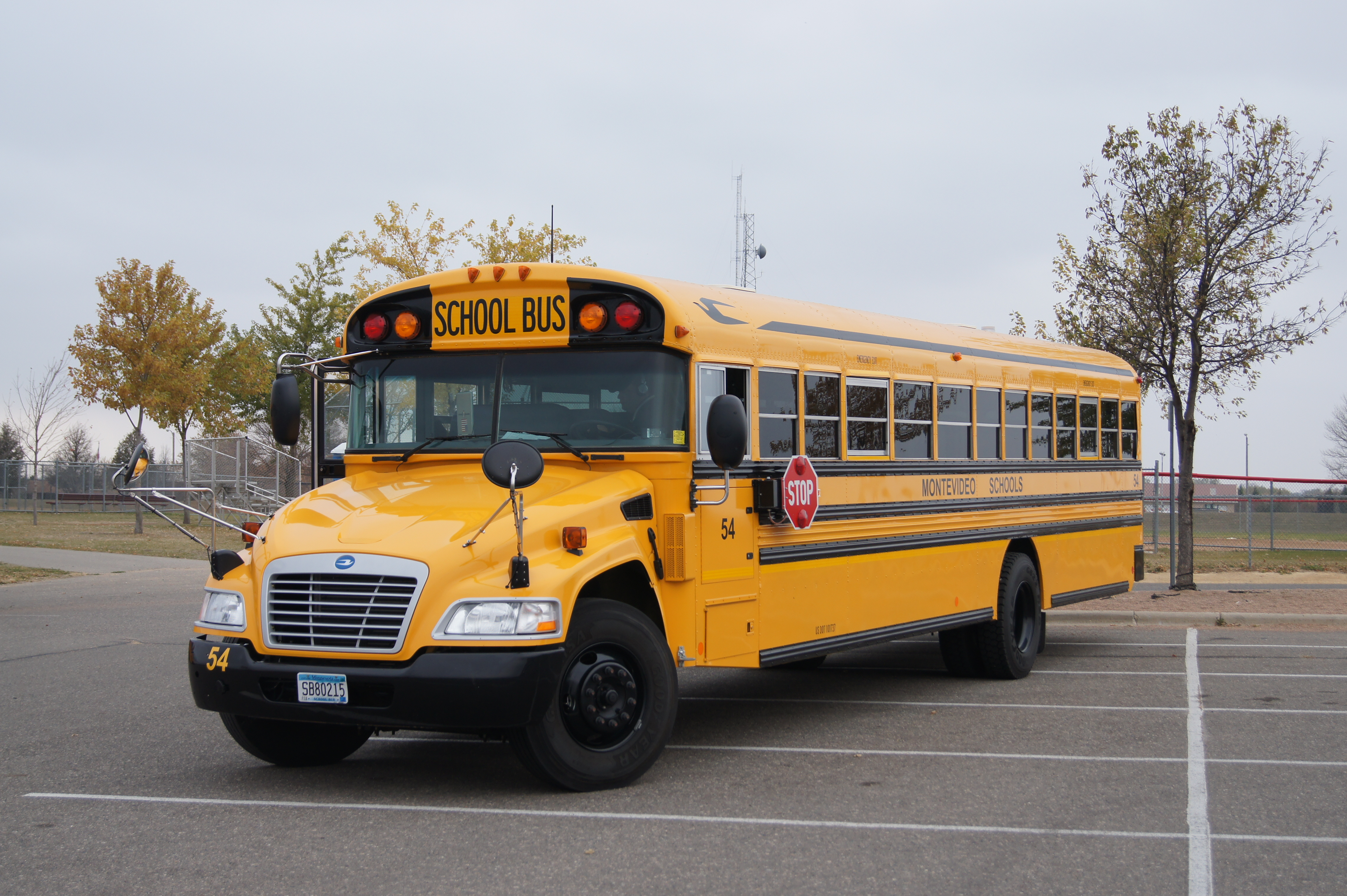
یک اتوبوس مدرسه ساخت شرکت Blue Bird

- اتوبوس ترکیبی Combination bus ترکیبی از کامیون و اتوبوس برای مقاصد نظامی یا پلیسی
- اتوبوس انتخاباتی Campaign bus
- اتوبوس لیموزین Party bus
- اتوبوس‌های اختصاصی Customised buses
- اتوبوس پلیس
- اتوبوس آموزشی Training bus

### دیگر دسته‌بندی‌ها
- اتوبوس هدایت شونده Guided bus
- اتوبوس موتوری Motor bus واژه‌ای قدیمی برای هر نوع اتوبوسی که دارای موتور مستقل و بدون نیاز به یدک شدن باشد

## طراحی

### دسترسی

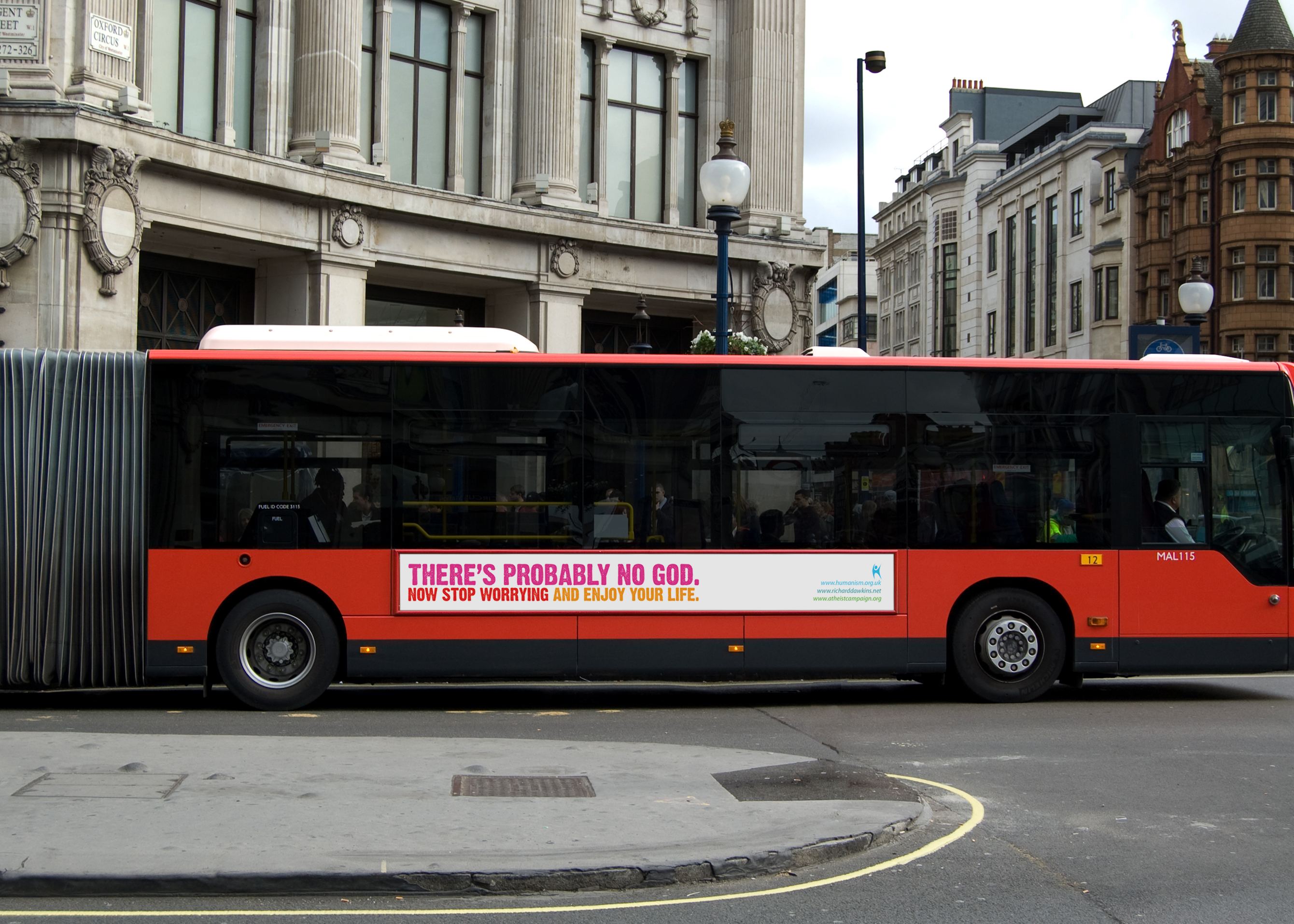
کمپین اتوبوس آتئیست (Atheist Bus) در لندن

در گذشته کف اکثر اتوبوس‌های شهری در سطح بالا قرار داشت. اما امروزه بیشتر اتوبوس‌های شهری در حال جایگزینی با اتوبوس‌های ارتفاع پایین هستند. برخی از اتوبوس‌ها حتی دارای رمپ‌های هیدرولیکی، پنوماتیکی یا برقی هستند که امکان سوار شدن افراد ویلچر سوار یا کالسکه کودک را تسهیل می‌کنند.
اتوبوس‌های با دسترسی خوب همچنین دارای درهای ورودی بزرگ، فضای عبور و قرار گرفتن ویلچر نیز هستند. اتصالات و دستگیره‌های داخلی، نمایشگرهای ال‌ای‌دی مقصد، و اعلام‌کننده‌های صوتی مقصد همگی می‌توانند مناسب افراد با محدودیت‌ها و معلولیت‌های جسمی طراحی شوند و به راحتی آن‌ها کمک کنند. اتوبوس‌های بین شهری معمولاً به جای سطح پایین، دارای بالابر ویلچر هستند. در برخی کشورها بر اساس قوانین جلوگیری از تبعیض معلولین، اتوبوس‌های عمومی ملزم به داشتن چنین امکاناتی هستند.

### پیکربندی

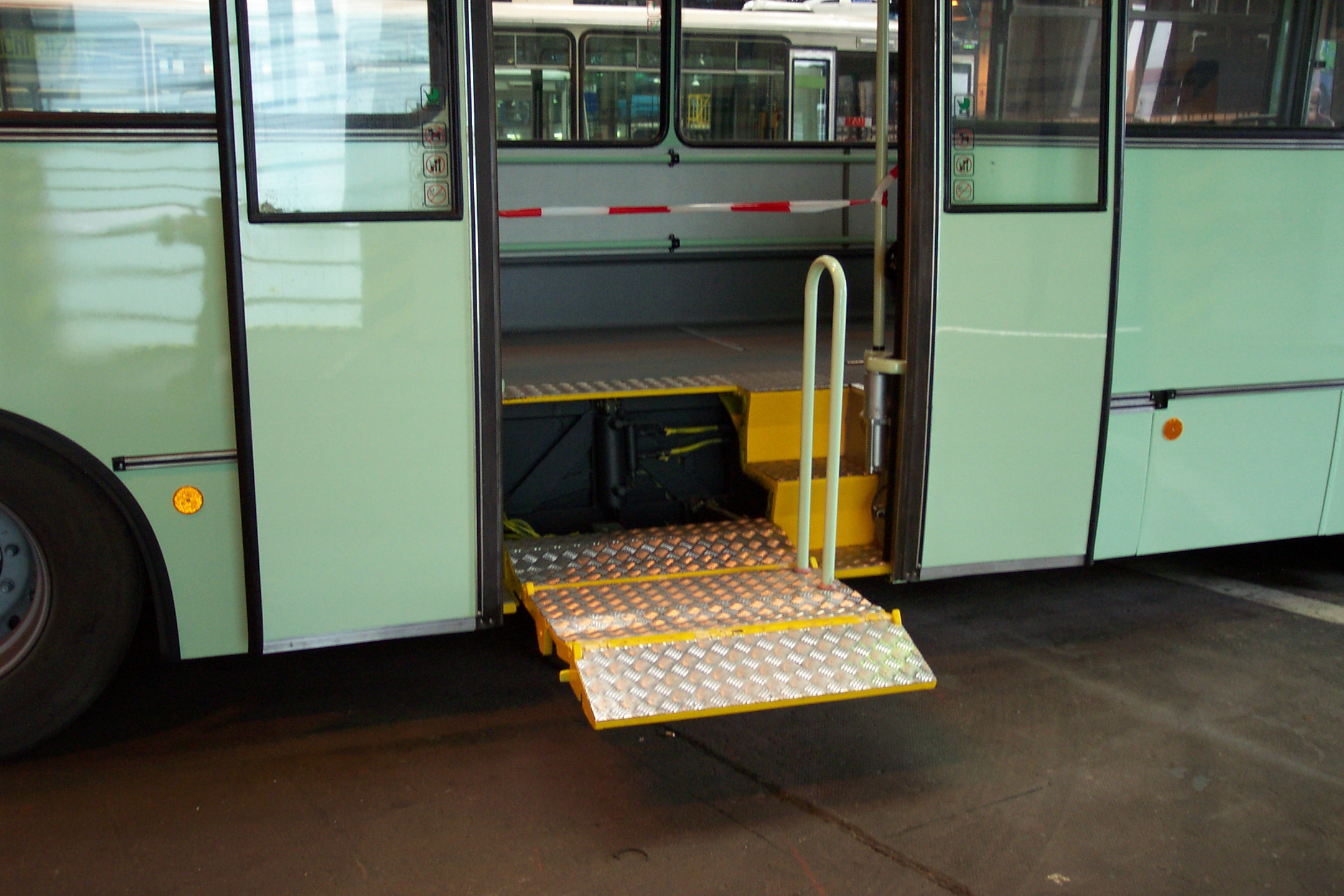
یک اتوبوس که بالابر ویلچر آن باز شده‌است.

نخست اتوبوس‌ها با یک موتور در جلو و یک ورودی در عقب پیکربندی شده بودند. با گذر ار دوره‌ای که اتوبوس‌ها توسط چندنفر اداره می‌شد به دوره اداره فقط توسط راننده، بسیاری از تولیدکنندگان به سمت طراحی‌های موتور میانی یا عقب حرکت کردند که یک درب در جلو یا چند درب دارد. حرکت به سمت طراحی ارتفاع پایین باعث حذف کامل طرح موتور میانی شده‌است، اگرچه برخی از اتوبوس‌های بین‌شهری هنوز موتورهای نصب شده در وسط دارند. تولید اتوبوس‌های موتور جلو هنوز در برخی بازارهای دست نخورده، مانند اتوبوس مدرسه طرح آمریکایی، همچنان ادامه دارد. بیشتر اتوبوس‌ها دو محور دارند، و اتوبوس‌های مفصلی سه محور دارند.

### هدایت

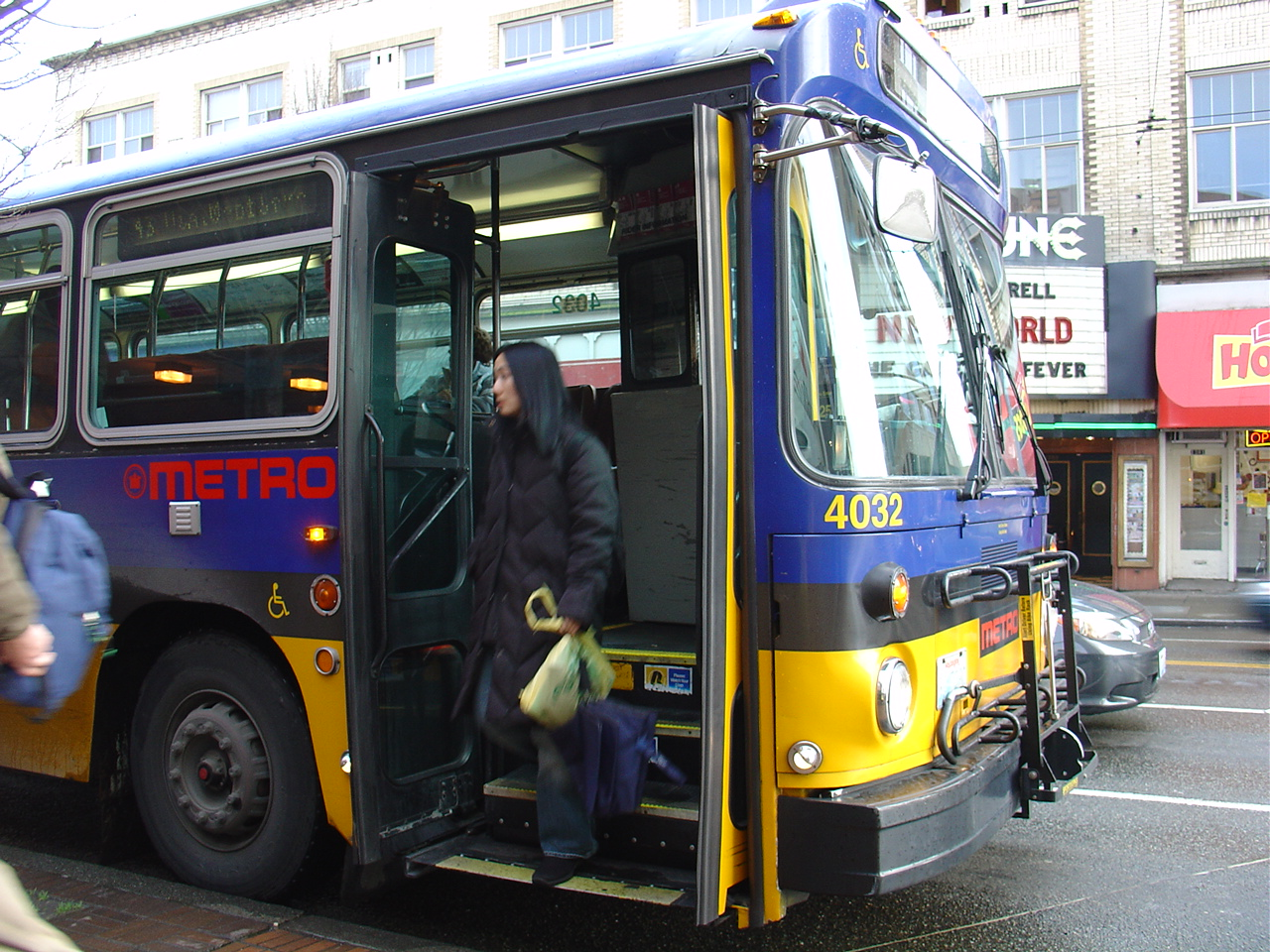
یک اتوبوس شهری با کف ارتفاع بلند که مسافر برای سوار شدن باید ۳ پله بالا رود.

اتوبوس‌های هدایت‌شده دارای فناوری خاصی هستند که به آن‌ها اجازه می‌دهد در مسیرهای از پیش تعیین شده خاصی حرکت کنند. هدایت می‌تواند مکانیکی، نوری یا الکترومغناطیسی باشد. سیستم‌های Bombardier Guided Light Transit و Translohr توسعه‌هایی از سیستم‌های هدایت شده هستند، هر چند گاهی این سامانه‌ها، «تراموای لاستیک‌دار» نامیده می‌شوند، زیرا این اتوبوس‌ها قادر به هیچ گونه انحرافی از مسیر از پیش تعیین شده نیستند.

### رنگ و ظاهر

تبلیغات بر روی یک اتوبوس.

به‌طور معمول اتوبوس‌های شهری برای شناسایی مسیر یا اپراتور، عملکرد یا تمایز با اتوبوس‌های خدمات کم هزینه یا ممتاز رنگ آمیزی می‌شوند. این کار را می‌توان از طریق رنگ آمیزی، استفاده از فناوری‌های چسب وینیل یا با استفاده از عکس برگردان‌ها انجام داد. اتوبوس‌ها غالباً می‌توانند بر روی قسمت قابل مشاهده خود حامل تبلیغات باشند. اتوبوس‌های کمپین ممکن است با پیام‌های اصلی کمپین تزئین شده باشند. این پیام‌ها می‌تواند برای پیشبرد یک رویداد یا طرح باشد.

### پیشرانه

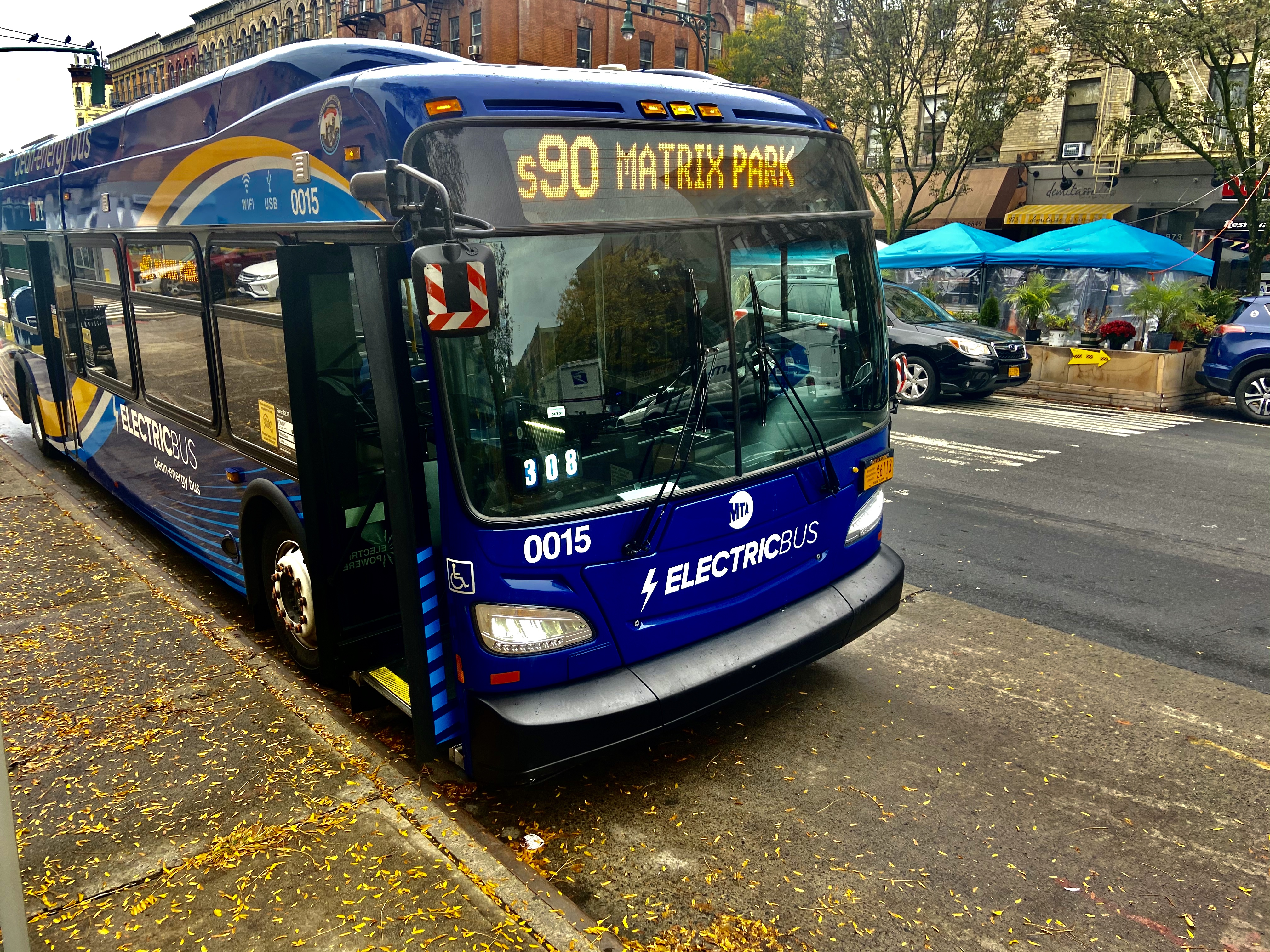
یک اتوبوس برقی باتری دار.

متداول‌ترین منبع توان از دهه ۱۹۲۰ تا به امروز موتور دیزل بوده‌است. اتوبوس‌های اولیه، که معروف به اتوبوس ترولی بودند، با برق تأمین شده از خطوط هوایی تغذیه می‌شدند. امروزه، اتوبوس‌های برقی غالباً باتری مخصوص به خود را حمل می‌کنند که گاهی اوقات در ایستگاه‌ها شارژ می‌شوند تا اندازه باتری کوچک و سبک باشد. در حال حاضر، علاقه به اتوبوس‌های برقی هیبریدی، اتوبوس‌های سلول سوختی، اتوبوس‌های برقی و اتوبوس‌هایی که از گاز طبیعی فشرده یا بیودیزل استفاده می‌کنند وجود دارد. ژیروبوس‌ها که از چرخش یک فلایویل بزرگ توان می‌گیرند، در دهه ۱۹۴۰ امتحان شدند.